# گردشگری در بوشهر

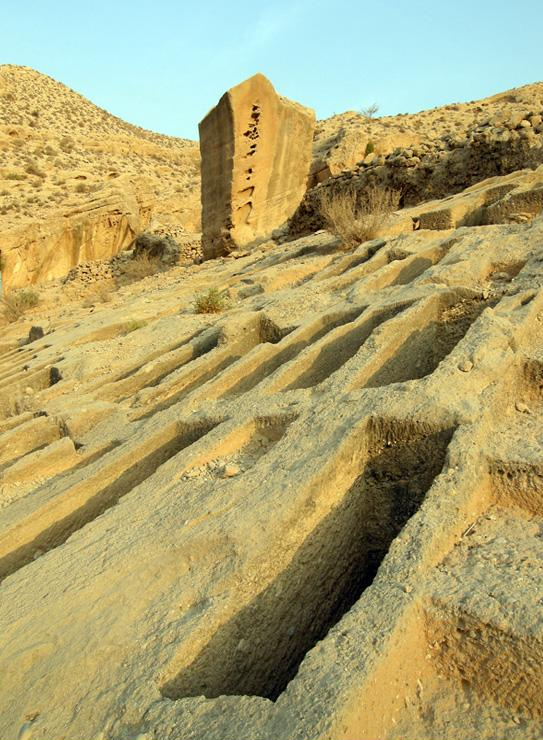
دخمه‌های شهر باستانی سیراف

قلعه نصوری

گردشگری در استان بوشهر، فهرستی از جاذبه های گردشگری، بودجه، میزان گردشگری، آمار و ارقام و مسائل مربوط به این موضوع است.
گردشگران میتوانند از سه طریق هوایی، دریایی و زمینی به این استان مراجعه کنند.

## طرح های گردشگری در استان
معاون گردشگری استان بوشهر، این استان را دارای پتانسیل تبدیل شدن به یک قطب گردشگری در ایران معرفی کرد.
در مهر ماه ۱۴۰۱ بزرگترین طرح گردشگری استان با سرمایه گذاری یک هزار میلیارد تومان اجرایی شد. در این مراسم، هتل سه ستاره عسلویه افتتاح شد و چندین مسابقه و طرح بومگردی هم شروع شد. قرار شده است در طول این طرح، ۱۱۰۰ تحت در اقامتگاه های گردشگری استان بوشهر اضافه بشود. ساخت دریاچه خلیج فارس، ساخت فانوس دریایی و طرح زیباسازی سواحل استان بوشهر از طرح های بعدی شهرداری شهر بوشهر برای جذب گردشگر است. در سال ۱۳۹۷ اولین کشتی گردشگری در این استان به کار گرفته شد. بر اساس سیاست های صورت گرفته قرار شده تا گناوه قطب گردشگری این استان معرفی شود. ساخت جزیره مصنوعی هم یکی دیگر از برنامه های جذب گردشگر در این استان است.

## آمارها
تعداد کل تخت های گردشگری در واحدهای رفاهی و اقامتی این استان، تا مهر ۱۴۰۱ هزار و ششصد تخت عنوان کرده اند.  شش منطقه گردشگری که دهکده ها هم از آنها هستند، در این استان فعالند. این مناطق در بوشهر، عسلویه، تنگستان، کنگان، دیلم و گناوه قرار دارند.

## جاذبه های تاریخی استان
تاریخ سه هزارساله استان بوشهر با داشتن آثار تاریخی بسیاری از گذشته، ظرفیت بالایی در گردشگری تاریخی را داراست. دراین استان بیش از هزار اثر تاریخی وجود دارد. از مجموع آثار تاریخی این استان، ۳۰۰ اثر ثبت ملی شده اند و برخی از آنها به ثبت جهانی رسیده اند.
معبد کلات موند هم اثر تاریخی این استان است. این معبد در دامنه کوه مند در جنوب روستای حیدری است.
مهمترین جاذبه های تاریخی استان بوشهر عبارت است از: خانه رئیسعلی دلواری (۴۵ کیلومتری بوشهر - دلوار) - عمارت قدیمی ملک (۵ کیلومتری بوشهر) - گورستان و منطقه باستانی سیراف (شهرستان کنگان) - منطقه باستانی ریشهر (۸ کیلومتری جنوب بوشهر) - مقبره ژنرال انگلیسی (بوشهر، خیابان امام خمینی) - گورستان شخاب (جنوب بوشهر) - مسجد شیخ سعدون (مرکز شهر بوشهر) - کلیسای مسیح مقدس (مرکز شهر بوشهر) - قلعه هلندی‌ها (شمال شرقی جزیره خارک) - معبد پوزئیدون -خدای دریا- (جزیره خارک) - گورستان باستانی جزیره خارک، کلیسای قدیمی خارک (جزیره خارک) - کاخ بردک سیاه (۱۲ کیلومتری شمال برازجان) - تل مرو، تل طلسمی (جنوب برازجان) - تل خندق، تا پهن (شمال برازجان) - برج قلعه خورموج (خورموج) - معبد کلات (۳۰ کیلومتری خورموج؛ روستای حیدری) - قلعه زائر خضرخان (شمال اهرم) - منطقه باستانی توز (بین روستاهای زیراه، اردشیرآباد، سعدآباد) - خرابه‌های بندر سینیز (۲۰ کیلومتری بندر دیلم، حوالی خور امام حسن) - خرابه‌های بندر مهروبان (۲۴ کیلومتری شمال بندر دیلم) - مسجد بر دستان (شهرستان دیر) - شاهزاده ابراهیم (ننیزک دشتستان)

### مربوط به دوران هخامنشیان
نام قدیمی این شهر رام اردشیر بوده است و بنای اولیه آن به اردشیر ساسانی نسبت داده شده است. تاریخ برای این منطقه بنادر تاریخی بسیاری را گزارش می‌کند اما هیچ کدام از آنها به طورمشخص معلوم نیستند. مشهورترین بندر تاریخی بوشهر، بندر تموکن است. این بندرتوسط هخامنشیان ساخته شده است. کاخ کوروش کبیر هم از آثار مربوط به دوره هخامنشیان است. این کاخ در برازجان قرار گرفته و از نقاط دیدنی بوشهر است. این کاخ از نظر دقت در حجاری و ظرافت، از کاخ پاسارگاد جدیدتر بوده است. این کاخ در حوالی تپه باستانی تل مر قرار گرفته است. علاوه بر این، دو کاخ دیگر نیز مربوط به همین دوره کشف شدند. اولی سنگ سیاه و دومی بردک سیاه نام دارند. گور دختر هم دیگر اثر مربوط به این دوره بوده است.

### مربوط به دوران ساسانی
کوشک اردشیر یکی ازبناهای مربوط به دوران ساسانی ها است.

### مربوط به دوران زند
خانه قاضی در محله بهبهانی واقع شده و مربوط به دوران زندیه است که ثبت ملی هم شده است.

### مربوط به دوران قاجار
گورستان انگلیسی ها از قبرستان های تاریخی استان بوشهر است. این قبرستان آثار ملی ایران است و محل دفن نیروهای انگلیسی در جنگ جهانی اول بوده است. این سربازان در نبرد رئیسعلی دلواری و باقرخان تنگستانی کشته شدند. نام این قبرستان را به گورستان متجاوزین انگلیسی تغییر داده اند. این مکان تخریب های زیادی شده است و صلیب های بزرگ سنگی آن از بین رفته اند. عمارت حاج رئیس در شمال شرقی شهر قدیمی بوشهر قرار گرفته است. این عمارت توسط رئیس التجار در دوره قاجار ساخته شده. عمارت طاهری هم دیگر عمارت مربوط به این دوره است که در محله بهبهانی قرار دارد. عمارت دهدشتی و عمارت گلشن هم یکی از عمارت های این سلسله تاریخی هست. خانه باقی مانده از رئیسعلی دلواری که امروز به موزه تغییر داده شده، دراین دوره ساخته شده. آب انبار قوام در غرب شهر بوشهر قرار گرفته و امروز به قهوه خانه تبدیل شده است. قلعه خورموج که اثر ثبت شده ملی هم هست، یکی از آثارباستانی ساخته شده در قاجار است.
مواردی که دارای مقاله هستند:
- شهر باستانی سیراف
- شهر باستانی ریشهر
- شهر باستانی سینیز
- بافت شهر بوشهر
- کلیسای خارک
- مسجد بردستان (دیر)
- قلعه نصوری
- کاخ بردک‌سیاه
- کشتی رافائل
- عمارت کلاه‌فرنگی بوشهر
- کلیسای ارامنه گریگوری
- قبر جنرال
- عمارت کوتی
- مدرسه سعادت
- عمارت ملک بوشهر
- کاخ چرخاب
- کاخ بردک‌سیاه
- کاخ سنگ سیاه
- کوشک اردشیر
- سنگ‌نبشته هخامنشی (جزیره خارک)
- دژ برازجان
- نیایشگاه مند
- تل خندق دهقاید
- برج خان
- قلعه حصار
- قلعهٔ کلات اهرم
- کاخ کوروش
- کاروانسرای دالکی
- عمارت امیریه
- عمارت تنگستانی
- گورستان باستانی خارک
- گورستان شغاب
- کاروان‌سرای دالکی
- دژ برازجان
- عمارت حاج رئیس
- قلعه شیخ کنعانی
- سد بندو
- تپه کوتی
- آسیاب‌آبی بندو ۱
- آسیاب‌آبی بندو ۲
- آب‌انبار بندو
- قلعه کلات اهرم
- تپه تل بردی

## جاذبه‌های طبیعی
سواحل زیبای بوشهر جاذبه طبیعی گردشگری در این استان است. استان بوشهر بیشترین طول مرزی دریایی (۹۳۷ کیلومتر) با خلیج فارس را دارد. سواحل ماسه‌ای بندر حماد دیلم، سواحل ماسه‌ای گناوه، سواحل بوشهر، دلوار و دل آرام، سواحل دشتی، دیر، کنگان، بنک، عسلویه، نخل تقی، سیراف، پرک و ساحل صخره‌ای نای بند و هاله از جمله ظرفیت گردشگری دریایی استان است. جزیره های خارگ، خارگو، شیف، عباسک، میر مهنا، نخیلو، جزیره‌ام‌الگرم و تهمادون هم جاذبه گردشگری این استان هستند. جزیره نخیلو با پرندگان خاص خود به بهشت پرندگان مشهور است. کشاورزی در این استان به دو نوع درختی و زراعی انجام می‌شود. گندم، جو، تنباکو، پیاز، کنجد و سبزی از محصولات این استان است. تالاب های این استان از نقاط جذاب برای گردشگران بشمار می آید. گوناگونی جانوران هم همینطور است.  تودیو غاری است در کنار جاده گناوه به دیلم که افسانه های محلی از زندگی دو دیو در آن سخن می گویند.
مشروح جاذبه‌های طبیعی: پارک جنگلی چاهکوتاه، سواحل استان بوشهر - رودخانه دالکی، آبگرم دالکی (۱۸ کیلومتری شهر برازجان) - آبگرم برازجان (۱۲ کیلومتری جاده برازجان) - آبگرم خانیک (یک کیلومتری روستای خانیک در منطقه برازجان) - آبگرم اهرم (۶۳ کیلومتری جاده بوشهر-بندرعباس) -آبگرم میراحمد (۷۷ کیلومتری جاده اهرم-خورموج) - آبگرم قوچارک (۵ کیلومتری جنوب غربی اهرم) - جزیره خارک و خارکو (۵۷ کیلومتری شمال غربی بوشهر) - جزیره شیف و عباسک (شمال بندر بوشهر) - جزایر ام‌الکرم، نخیلو و گرم (سواحل بخش بردخون) - آبگرم میانلو (شمال شهرستان کنگان) - آبگرم نیکو (شمال خورموج) - آبگرم گنوی (شهرستان دیر) - منطقه حفاظت شده مند (بخش بردخون) جزیره میرمهنا (سواحل جنوبی بندر ریگ) - منطقه حفاظت شده نایبند (شهرستان کنگان)
مواردی که دارای مقاله هستند:
- سواحل خلیج فارس
- کوه پدری
- آبشار زیرراه
- آبشار فاریاب پشتکوه
- غار چهل‌خانه
- چشمهٔ آبگرم قوچارک

#### مناطق حفاظت شده
- منطقه حفاظت شده مند (زیستگاه آهو و جنگل‌های حرا، شهرستان دیر)
- پارک ملی دریایی دیر-نخیلو (بهشت پرندگان)
- منطقه حفاظت‌شده حله
- پارک ملی نای‌بند
- پناهگاه حیات وحش خارک
- پناهگاه حیات وحش کوه‌سیاه
- گنبد نمکی جاشک، اثر طبیعی ملی (شهرستان دیر - دشتی)

## جاذبه های مذهبی
گنبد سلیمان بن علی در کنار جاده دیلم، یک امامزاده محلی است. دارای گنبدی شبیه به گنبد دانیال نبی هست. مردم محلی بر این باورند که اینجا مزار سلیمان بن علی پسر امام سجاد است.
- امامزاده عبدالمهیمن
- امامزاده شاهزاده ابراهیم
- امامزاده امام حسن
- امامزاده میرمحمد حنفیه
- امامزاده میرارم (جنوب خورموج)
- امامزاده سلیمان (جاده گناوه -دیلم)
- امامزاده حسن (شهر امام حسن)
- آرامگاه میر محمد اهرم
- بقعه شیخ منصور خزاعی

## جاذبه های فرهنگی
فرهنگ و آداب و رسوم اهالی بوشهر در کنار غذاهای محلی آنان یکی از جاذبه های گردشگری بشمار می آید.

### موزه‌ها

کشتی پرسپولیس در موزه دریانوردی استان بوشهر

موزه های معروف استان بوشهر عبارت است از:
- موزه دریا و دریانوردی خلیج فارس
- موزه رئیسعلی دلواری
- موزه مردم‌شناسی بوشهر
- موزه تجارت دریایی
- موزه تاریخ پزشکی خلیج فارس
- موزه تاریخ طبیعی و تنوع زیستی استان بوشهر

موزه رئیسعلی دلواری، موزه‌ای با موضوع استعمار انگلیس است. محل این موزه منزل رئیسعلی دلواری است. او از سرداران مبارزه با استعمار در بوشهر بوده است. این موزه در فهرست آثار ملی ثبت شده است. موزه مردم شناسی که درسال ۱۳۸۴ ساخته شده است، در خیابان ساحلی و عمارت تاریخی طاهری قرار دارد. رسم رسوم مردم بوشهر و فرهنگ آنها موضوع این موزه است. موزه دریا و دریانوردی خلیج فارس هم در عمارت کلاه فرنگی بوشهر قرار دارد. در این موزه انواع کشتی ها و قایق های جنگی و نظامی و تجاری به نمایش گذاشته شده است. موزه تجارت دریایی هم با موضوع تجارت دریایی در عمارت تاریخی بوشهر قراردارد. موزه تاریخ پزشکی خلیج فارس هم در عمارت دهدشتی بوشهر قرار دارد و موضوع آن تجهیزات پزشکی تاریخ پزشکی در منطقه است. موزه تاریخ طبیعی و تنوع زیستی استان بوشهر، موزه‌ای با موضوع محیط زیست است. در این موزه حیوانات بومی بوشهر به صورت تاکسیدرمی شده نگهداری می‌شوند.